# Сюй Цзялян
Сюй Цзялян (кит. 徐家亮, пиньинь Xú Jiāliàng; 21 августа 1931, Шанхай — 3 марта 2025, Пекин) — китайский шахматист, шахматный арбитр, тренер и функционер. Международный арбитр (1981).
Чемпион Китая 1958 г. Турнир проходил в Гуанчжоу. Сюй Цзялян набрал 6 очков в 8 партиях (5 побед, 2 ничьи и 1 поражение).

## Биография
Воспитанник Се Сюаня (1888—1987). Изначально занимался сянци.
В 1952 году окончил Восточно-китайский текстильный институт науки и технологии по специальности механика. Работал инженером в строительном институте.
В 1978 году перешёл на работу в Народное спортивное издательство. Занимал должности начальника редакции, начальника отдела печати.
Работал тренером сборной Пекина, позже был тренером сборной Китая. Был председателем судейского совета Шахматной федерации Китая, вице-президентом Шахматной ассоциации Пекина.
Скончался 3 марта 2025 года в Пекине.